# My Street
My Street (我街) est une bande dessinée chinoise (manhua) de Nie Jun, éditée en France par l'éditeur Xiao Pan le 3 mars 2006 et qui reste inédite en Chine ; sa prépublication dans un magazine chinois a été stoppée. Cinq tomes sont prévus. Elle est traduite par Gilber Mijoule.